# ロアイタ礁

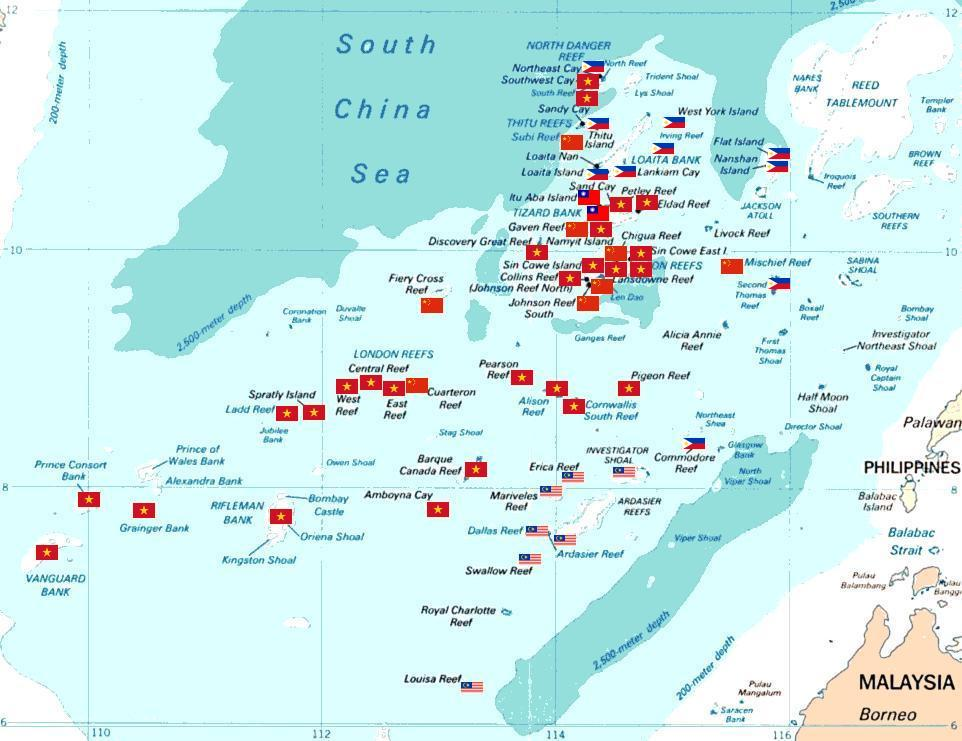
南沙諸島の実効支配状況

ロアイタ礁（英語: Loaita Cay、タガログ語: Melchora Aquino Cay、ベトナム語: Đá Đảo Loại Ta Tây、中国語: 双黄沙洲）は、南沙諸島のロアイタ堆（英語: Loaita Bank、中国語: 道明群礁）の南西端に位置する砂堆である。

## 地理
満潮時にも、面積は小さいものの、海面上に露出する。

## 領有
1978年からフィリピンが実効支配している。砂堆上には監視哨が設置されている。フィリピンの実効支配に対し、中華人民共和国、中華民国（台湾）、ベトナムが領有権を主張している。